# Dana Philippo
Dana Philippo (2 juli 2001) is een Nederlands voetballer die sinds de zomer van 2017 uitkomt voor sc Heerenveen dat uitkomt in de Eredivisie.

## Carrièrestatistieken
| Seizoen                      | Club            | Land            | Competitie         | Competitie | Competitie | Beker | Beker | Internationaal | Internationaal | Overig | Overig | Totaal | Totaal |
| Seizoen                      | Club            | Land            | Competitie         | Wed.       | Dlp.       | Wed.  | Dlp.  | Wed.           | Dlp.           | Wed.   | Dlp.   | Wed.   | Dlp.   |
| ---------------------------- | --------------- | --------------- | ------------------ | ---------- | ---------- | ----- | ----- | -------------- | -------------- | ------ | ------ | ------ | ------ |
| 2017/18                      | SC Heerenveen   | Nederland       | Eredivisie Vrouwen | 21         | 2          | 0     | 0     | –              | –              | –      | –      |        |        |
| 2018/19                      | SC Heerenveen   | Nederland       | Eredivisie Vrouwen | 21         | 0          | 0     | 0     | –              | –              | –      | –      |        |        |
| 2019/20                      | SC Heerenveen   | Nederland       | Eredivisie Vrouwen | 10         | 0          | 0     | 0     | –              | –              | –      | –      |        |        |
| 2020/21                      | SC Heerenveen   | Nederland       | Vrouwen Eredivisie | 15         | 0          | 5     | 0     | –              | –              | –      | –      |        |        |
| Carrière totaal              | Carrière totaal | Carrière totaal | Carrière totaal    | 67         | 2          | 5     | 0     | 0              | 0              | 0      | 0      | 51     | 2      |
| Bijgewerkt tot 31 maart 2021 |                 |                 |                    |            |            |       |       |                |                |        |        |        |        |

## Internationaal
Philippo speelde op 3 oktober 2018 haar eerste wedstrijd voor Oranje O19.